# Хлынов (банк)
Коммерческий банк «Хлынов» — российский коммерческий банк. Головной офис расположен в городе Кирове.
Территориальная сеть на 1 июля 2025 года — 34 офиса в 9 регионах.
Полное фирменное наименование — Акционерное общество Коммерческий банк «Хлынов».
Занимает первое место среди банков Кировской области. Входит в Топ-5 банков Приволжского федерального округа.

## История
В 1990 году был зарегистрирован Кировский кооперативный банк с уставным капиталом в 1 млн рублей. Банк создавался на паевых началах, среди учредителей — Костинская птицефабрика, «Силикатчик» и др. Свое нынешнее наименование банк получил в 1991 году. В том же году банк становится членом Ассоциации российских банков.
В 2001 году выданы первые кредиты физическим лицам. С 2004 года банк начинает прием вкладов в иностранной валюте. В этом же году первым среди региональных банков г. Кирова и одним из первых в России «Хлынов» принят в систему страхования вкладов.
В 2006 году банк вышел на рынок со своей программой потребительского кредитования. По итогам года банк снова удостоен звания «Лучший региональный банк», также одним из первых в регионе получает кредитный рейтинг от агентства Эксперт РА.
В 2013 году был открыт первый операционный офис за пределами Кировской области в Республике Марий Эл. В 2018 году открыто представительство банка в Удмуртии и Чувашии.
В 2019 году банк входит в Топ 10 банков Приволжского федерального округа.
В 2020 году открыт офис в Ульяновской области. В 2022 году в Пензенской области, в 2023 году в Мордовии, в 2024 году в Самарской области, в 2025 году в Пермском крае.  

## Деятельность и показатели
Рейтинговая оценка рейтингового агентства «Эксперт РА» — «ruBBB» (присвоена в 2020 году, подтверждена в 2021 и 2022 годах), прогноз — «стабильный». В 2023 году рейтинг повышен до «ruBBB+» с тем же прогнозом. А в 2024 году агентство «Эксперт РА» подтвердило кредитоспособность банка на уровне ruBBB+ с прогнозом «стабильный».
В 2021 году банк Хлынов занял 88-е место в рейтинге «ТОП 100 надежных банков России» по версии журнала Forbes. В 2024 году банк Хлынов занял 65-е место в рейтинге «ТОП 100 надежных банков России» по версии журнала Forbes.
В 2023 году по размеру активов занял 5-е место среди банков Приволжского федерального округа и 19-е среди всех региональных банков России.